# 宗人一
蛇夫座66，又名BD+04 3570，HD 164284、SAO 123005、HR 6712，是蛇夫座的一颗恒星，视星等为4.64，位于銀經30.99，銀緯13.37，其B1900.0坐标为赤經17h 55m 18.6s，赤緯+4° 13.37′ 27″。